# Римско-партски ратови
Римско-партски ратови вођени су од 1. века п. н. е. до 3. века н. е. између Римске републике (Царства) са једне и Партског царства и његових вазалних држава са друге стране. Парти су себе сматрали легитимним наследницима персијског Ахеменидског царства те неки историчари ове ратове сврставају у Римско-персијске ратове. Други, пак, овај израз користе за касније сукобе након рушења Партског и оснивања Сасанидског царства.

## Узроци
Пад Селеукидског царства у 1. веку п. н. е. створио је велики вакуум моћи на подручју Леванта, Кавказа и источног дела Мале Азије. Ове територије настојало је прикључити својој држави Партско царство које је крајем 2. века п. н. е. заузело већину селеукидских територија (укључујући и Месопотамију). Римска република била је заинтересована да своју контролу Медитерана заокружи освајањем Леванта.

## Ратови
Први сукоби Партије и Рима настали су тек пред крај Трећег митридатског рата, 66. п. н. е. У њему су Помпеј и Лукул заузели Левант и делове Кавказа. Тада настаје спор с Партима око границе на Еуфрату. Године 53. п. н. е. дошло је до битке код Каре. Парти су однели велику победу и створили код Римљана фаму о непобедивости њихове државе. Такво мишљење нису оправдали каснији сукоби у којима су Римљани углавном односили победу. Цар Август је 20. п. н. е. прикључио Партију међу своје вазалне државе на истоку. Такво стање остало је све до друге половине 2. века нове ере када је цар Трајан, око 113. године започео са агресивнијом политиком према истоку и покренуо офанзиву. Поред Јерменије Риму је припојио и Месопотамију, као и партску престоницу Ктесифон. Побуне на овим подручјима су присилиле Трајана да 116. године повуче војску. Владавина његовог наследника Хадријана период је мира, јер је одустао од освајања и склопио мир, али је рат настављен у доба царева Марка Аурелија и Луција Вера. Победу је засенило избијање тзв. Антонинске куге која се сатра катализатором процеса који ће три века касније довео до пропасти Царства.
Ратови са Римским царством далеко су више погодили Партију која је почетком 3. века срушена од стране домородачких Персијанаца. Они су створили ново, Сасанидско царство које ће се, у наредним вековима, показати као знатно опаснији противник Римљанима и Византинцима.

## Римско-партски ратови
- Битка код Каре
- Антонијев партски рат
- Римско-партски рат (54-64)
- Римско-партски рат (114—116)
- Римско-партски рат (161-166)
- Заузеће Ктесифона (198)
- Битка код Нисибиса (217)